# جون كيمبل (سياسي)
جون كيمبل (بالإنجليزية: John Kimball)‏ هو سياسي أمريكي، ولد في 13 أبريل 1821 في كانتربوري في الولايات المتحدة، وتوفي في 1 يونيو 1912 في كونكورد في الولايات المتحدة. حزبياً، نشط في الحزب الجمهوري. وقد انتخب عضو مجلس ولاية نيوهامبشير.